# 瓦伊 (阿拉斯区)
瓦伊（法語：Wailly，法語發音：[waji]）是法国上法蘭西大區加来海峡省的一个市镇，属于阿拉斯区。

## 地理
瓦伊（50°14'47"N, 2°43'20"E）面积9.83 平方千米，位于法国上法蘭西大區加来海峡省，该省份为法国北部沿海省份，西北濒北海，南至索姆省，东临北部省。
与瓦伊接壤的市镇（或旧市镇、城区）包括：丹维尔、阿希库尔、阿尼、博梅莱洛日、贝讷维尔、布莱尔维尔、菲舍、里维耶尔。

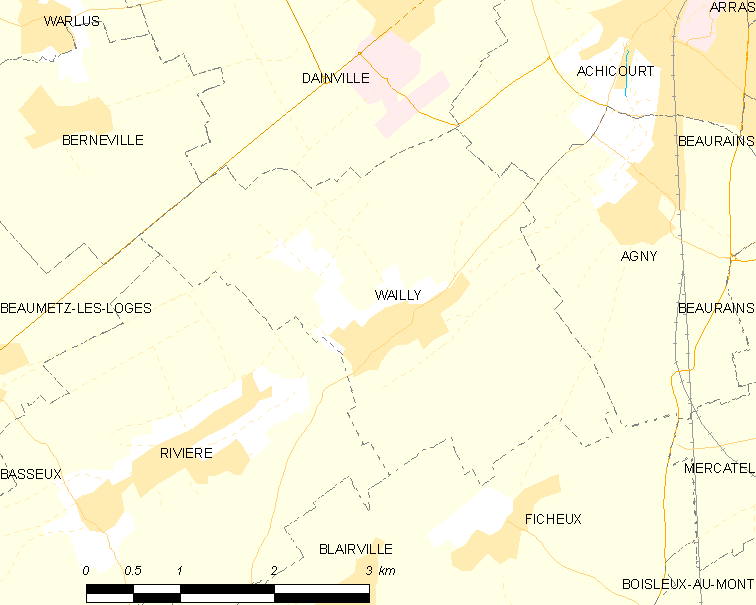
的OSM定位图

瓦伊的时区为UTC+01:00、UTC+02:00（夏令时）。

## 行政
瓦伊的邮政编码为62217，INSEE市镇编码为62869。

## 政治
瓦伊所属的省级选区为阿拉斯第一县。

## 人口

1962-2008年间人口变化图示

瓦伊于2022年1月1日时的人口数量为1076人。